# Eddie Lacy
Pour les articles homonymes, voir Lacy.
(en) Statistiques sur pro-football-reference
Eddie Darwin Lacy, Jr., né le 2 juin 1990 à Gretna en Louisiane, est un sportif professionnel Américain qui a évolué au poste de running back dans la National Football League (NFL) pendant cinq saisons (2013-2017).
Sélectionné en 61e choix lors du deuxième tour de la draft 2013 de la NFL par la franchise des Packers de Green Bay, il y joue pendant quatre saisons avant de rejoindre pour une saison les Seahawks de Seattle en 2017.
Au terme de sa première saison professionnelle, il est désigné meilleur rookie offensif de l'année et est sélectionné dans la deuxième équipe All-Pro 2013 et pour le Pro Bowl 2014.
Auparavant, il a joué au niveau universitaire avec le Crimson Tide de l'université de l'Alabama pendant quatre saisons, remportant le titre national en 2009, 2011 et 2012.

## Biographie

### Carrière universitaire
Étudiant à l'université de l'Alabama, il joue entre 2009 et 2012 avec le Crimson Tide. D'abord en concurrence avec Mark Ingram Jr. puis avec Trent Richardson,, il explose lors de sa dernière saison où, en tant que titulaire au poste de running back, il gagne plus de 1 300 yards et inscrit 17 touchdowns à la course. Il est également désigné meilleur joueur offensif du BCS National Championship Game 2013.

### Carrière professionnelle

#### Packers de Green Bay

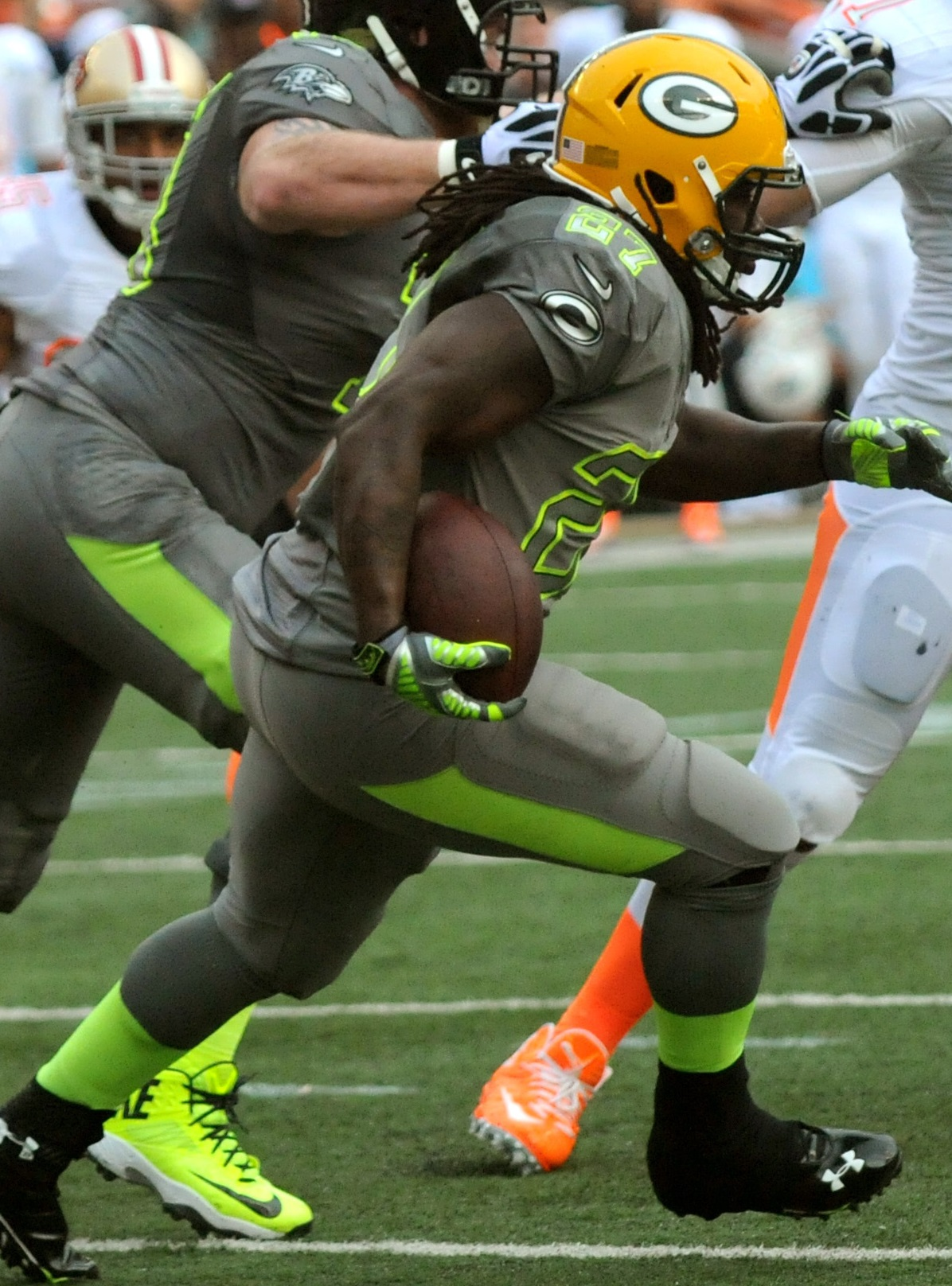
Eddie Lacy au Pro Bowl 2014.

Considéré comme un des running backs les plus en vue de la draft 2013 de la NFL du fait de sa force, de sa vitesse et de sa capacité à se maintenir debout malgré les plaquages,, il est sélectionné en 61e choix global lors du deuxième tour par la franchise des Packers de Green Bay, équipe recherchant un bon coureur depuis plusieurs années.
Dès sa première saison, il devient le running back titulaire des Packers. Lors de sa saison rookie, il dépasse la barre des 1000 yards gagnés à la course, réalise quatre matchs à plus de 100 yards et termine avec 11 touchdowns inscrits (3e meilleur total de la saison) .
Il est élu meilleur rookie offensif de la NFL pour la saison 2013, devenant le premier joueur des Packers à recevoir cet honneur depuis John Brockington (en) en 1971.

#### Seahawks de Seattle
Le 14 mars 2017, Eddie Lacy signe avec Seahawks de Seattle un contrat d'un an pour un montant de 5,55 millions de dollars dont 3 garantis, malgré des offres similaires des Packers et des Vikings. Le 12 juin 2017, Lacy passe avec succès un dernier examen au niveau de son poids, celui-ci devant être de maximum 250 livres (113 kg) ce qui lui permet de toucher 55 000 $ supplémentaires.
Lacy rencontre des difficultés en 2017, le groupe des arrières étant composé de nombreux bons joueurs. Le 10 septembre, à l'occasion de ses débuts pour les Seahawks en déplacement chez son ancienne équipe de Green Bay, il effectue cinq courses mais ne gagne que trois yards et perd le match 9 à 17. Il termine la saison avec un gain de 179 yards à la course ainsi que 47 yards supplémentaire gagnés en six réceptions. Les Seahawks ne le signent pas en 2018 et aucune franchise ne le transfère. Agent libre, il envisage néanmoins un retour pendant la saison 2019 mais aucune équipe ne fait appel à lui,.

## Statistiques

### Universitaires
| Année       | Équipe                    | Statut      | MJ |     | Courses | Courses | Courses | Courses |       | Passes réceptionnées | Passes réceptionnées | Passes réceptionnées | Passes réceptionnées |
| Année       | Équipe                    | Statut      | MJ | Nb. | Yards   | Moy.    | TD      | Nb.     | Yards | Moy.                 | TD                   |                      |                      |
| 2010        | Crimson Tide de l'Alabama | Fr.         | 12 | 056 | 0 406   | 7,3     | 06      | 02      | 018   | 09,0                 | 0                    |                      |                      |
| 2011        | Crimson Tide de l'Alabama | So.         | 12 | 095 | 0 674   | 7,1     | 07      | 11      | 131   | 11,9                 | 0                    |                      |                      |
| 2012        | Crimson Tide de l'Alabama | Jr.         | 14 | 204 | 1 322   | 6,5     | 17      | 22      | 189   | 08,6                 | 2                    |                      |                      |
| Totaux NCAA | Totaux NCAA               | Totaux NCAA | 38 | 355 | 2 402   | 6,8     | 30      | 35      | 338   | 09,7                 | 2                    |                      |                      |

### Professionnelles
| Année            | Équipe               | MJ |     | Courses | Courses | Courses | Courses |       | Passes réceptionnées | Passes réceptionnées | Passes réceptionnées | Passes réceptionnées |  | Fumbles | Fumbles |
| Année            | Équipe               | MJ | Nb. | Yards   | Moy.    | TD      | Nb.     | Yards | Moy.                 | TD                   | Nb.                  | Perdus               |  |         |         |
| 2013             | Packers de Green Bay | 15 | 284 | 1 178   | 4,1     | 11      | 035     | 257   | 07,3                 | 0                    | 1                    | 0                    |  |         |         |
| 2014             | Packers de Green Bay | 16 | 246 | 1 139   | 4,6     | 09      | 042     | 427   | 10,2                 | 4                    | 3                    | 2                    |  |         |         |
| 2015             | Packers de Green Bay | 15 | 187 | 0 758   | 4,1     | 03      | 020     | 188   | 09,4                 | 2                    | 4                    | 3                    |  |         |         |
| 2016             | Packers de Green Bay | 05 | 071 | 0 360   | 5,1     | 0       | 04      | 028   | 07,0                 | 0                    | 0                    | 0                    |  |         |         |
| 2017             | Seahawks de Seattle  | 09 | 069 | 10 79   | 2,6     | 0       | 06      | 047   | 07,8                 | 0                    | 0                    | 0                    |  |         |         |
| Totaux Green Bay | Totaux Green Bay     | 51 | 788 | 3 435   | 4,4     | 23      | 101     | 900   | 08,9                 | 6                    | 8                    | 5                    |  |         |         |
| Totaux Seattle   | Totaux Seattle       | 09 | 069 | 0 179   | 2,6     | 0       | 06      | 047   | 07,8                 | 0                    | 0                    | 0                    |  |         |         |
| Totaux NFL       | Totaux NFL           | 60 | 857 | 3 614   | 4,2     | 23      | 107     | 947   | 08,9                 | 6                    | 8                    | 5                    |  |         |         |

| Année                | Équipe               | MJ |     | Courses | Courses | Courses | Courses |       | Passes réceptionnées | Passes réceptionnées | Passes réceptionnées | Passes réceptionnées |  | Fumbles | Fumbles |
| Année                | Équipe               | MJ | Nb. | Yards   | Moy.    | TD      | Nb.     | Yards | Moy.                 | TD                   | Nb.                  | Perdus               |  |         |         |
| 2013                 | Packers de Green Bay | 1  | 21  | 081     | 3,9     | 0       | 2       | 07    | 03,5                 | 0                    | 0                    | 0                    |  |         |         |
| 2014                 | Packers de Green Bay | 2  | 40  | 174     | 4,4     | 0       | 1       | 10    | 10,0                 | 0                    | 0                    | 0                    |  |         |         |
| 2015                 | Packers de Green Bay | 2  | 24  | 152     | 6,3     | 1       | 2       | 02    | 01,0                 | 0                    | 1                    | 1                    |  |         |         |
| Totaux NFL / Packers | Totaux NFL / Packers | 5  | 85  | 407     | 4,8     | 1       | 2       | 19    | 03,8                 | 0                    | 1                    | 1                    |  |         |         |

## Honneurs et récompense
- NFL
  - Sélectionné au Pro Bowl 2013 ;
  - Sélectionné dans la deuxième équipe All-Pro en 2013 ;
  - Meilleur joueur débutant offensif de la saison NFL 2013 (NFL Offensive Rookie of the Year);
  - Sélectionné dans l'équipe type des débutants PFWA (PFWA All-Rookie Team) en 2013.

- NCAA (Crimson Tide de l'Alabama)
  - Vainqueur du BCS National Championship Game en 2009, 2011 et 2012 ;
  - Champion de la Southeastern Conference en 2009 et 2012 ;
  - Sélectionné dans l'équipe type de la SEC en 2012.